# Anacamptodes
Anacamptodes is een geslacht van vlinders van de familie spanners (Geometridae), uit de onderfamilie Ennominae.

## Soorten
- A. angulata Rindge, 1966
- A. cerasta Rindge, 1966
- A. clivinaria Guenée, 1858
- A. cypressaria Grossbeck, 1917
- A. dataria Grote, 1882
- A. defectaria Guenée, 1858
- A. encarsia Rindge, 1966
- A. ephyraria Walker, 1860
- A. fragilaria Grossbeck, 1909
- A. gemella Rindge, 1966
- A. herse Schaus, 1912
- A. humaria Guenée, 1857
- A. jacumbaria Dyar, 1908
- A. lurida Schaus, 1918
- A. monticola Rindge, 1966
- A. obliquaria Grote, 1883
- A. perfectaria McDunnough, 1940
- A. pergracilis Hulst, 1900
- A. providentia Rindge, 1966
- A. pseudoherse Rindge, 1966
- A. sancta Rindge, 1966
- A. sanctissima Barnes & McDunnough, 1916
- A. triplicia Rindge, 1966
- A. vellivolata Hulst, 1887